# Devet (Saint-Barthélemy)
Devet est un quartier de Saint-Barthélemy dans les Caraïbes. Il est situé dans la partie sud-est de l'île entre Grand Fond, Grand Cul-de-Sac, Petit Cul-de-Sac, et Toiny.